# Lentocerus lijiangensis
Lentocerus lijiangensis là một loài tò vò trong họ Ichneumonidae.